# مارشال ميريت
مارشال ميريت (بالإنجليزية: Marshall Merritt)‏ هو رسام وفنان أمريكي، ولد في 1904، وتوفي في 1978.